# Морська Лілія Іванівна
Лілія Іванівна Морська (нар. 25 грудня 1974, Тернопіль, УРСР) — українська науковиця у галузі учительства. Доктор педагогічних наук (2008).

## Життєпис
Лілія Морська народилася 25 грудня 1974 року у місті Тернополі.
Закінчила Тернопільський педагогічний інститут (1996). Асистентка (1996—2003), доцентка (від 2003—2009), професоркою (2009—2018), завідувачкою катедри англійської філології ТНПУ. Від 2018 — професорка катедри іноземних мов для природничих факультетів Львівського національного університету імені Івана Франка.

## Доробок
Авторка більше 80 науково-методичних праць, 4-х підручників з англійської мови для учнів загальноосвітніх шкіл, 9 посібників із англійської мови та методики її викладання для студентів вищих навчальних закладів, 3 монографій, статей у фахових виданнях.

## Відзнаки
- стипендії для найталановитіших молодих вчених Кабінету Міністрів України (2007—2008), Верховної Ради України (2009).